# Стефановский (хутор)
Стефановский — хутор в Северском районе Краснодарского края Российской Федерации.
Входит в состав Львовского сельского поселения.

## География
Хутор расположен на левом берегу реки Кубань, на расстоянии 20 км к западу от Краснодара, в непосредственной близости от северной административной границы Республики Адыгея. На противоположном берегу находится посёлок Белозёрный.

## Население
| 2002 | 2010 |
| ---- | ---- |
| 237  | ↘236 |

## Улицы
- ул. Соболя,
- ул. Советская,
- ул. Степная.

## Известные уроженцы
- Соболев, Семён Григорьевич (1920—1944) — советский военнослужащий, старший лейтенант, Герой Советского Союза.